# Hunter (Arkansas)
Hunter è un comune degli Stati Uniti d'America, situato in Arkansas, nella contea di Woodruff.